# Laure Favre-Kahn
Laure Favre-Kahn, née à Arles le 24 octobre 1976, est une pianiste française.

## Biographie
Après des études au conservatoire d’Avignon, Laure Favre-Kahn obtient à 17 ans un premier prix de piano à l’unanimité au Conservatoire National Supérieur de Musique de Paris, dans la classe de Bruno Rigutto.
Lauréate des révélations classiques de l’Adami en 1999, elle enregistre à 20 ans son premier album consacré à Schumann, suivi d’un disque Chopin, pour le label Arion. Depuis, elle se produit régulièrement en France et à l’étranger, est invitée par de nombreux orchestres et joue dans les plus grands festivals.
En 2001, elle remporte le premier prix du Concours International Propiano à New York, et donne un récital au Carnegie Weill Hall la même année. À la suite de ce concert, elle est nommée ProPiano artist of the year et enregistre un disque Reynaldo Hahn, salué par la critique du New York Times.
Depuis 2003, Laure Favre-Kahn a enregistré 8 disques en live pour le label Transart ; les concertos de Schumann, Chopin et Tchaïkovski, 3 récitals Chopin, un programme consacré à Rachmaninov, puis Gottschalk ainsi qu’un Cd sur le thème de la Danse.
Depuis 2005, elle a donné de nombreux concerts dans le monde avec le violoniste Nemanja Radulovic. En 2018, Laure participe à son dernier album « Baïka » paru chez Deutsche Grammophon, dans lequel ils ont enregistré le trio de Khachaturian, avec le clarinettiste Andreas Ottensamer.
En 2013, Laure Favre-Kahn a créé son propre spectacle au Festival d’Avignon, « Chopin Confidences », où, seule en scène, elle rend hommage au compositeur, avec la voix de Charles Berling.
En 2017, son disque « Vers la flamme », sorti chez Naïve a été unanimement salué par la presse.
En septembre 2024 sortira son 13ème Album « Dédicaces », un programme original dans lequel 14 personnalités ont choisi une œuvre que Laure a enregistrée.

Depuis 2004, elle est marraine de l’association Caméléon, qui protège les enfants maltraités en France et aux Philippines..

## Discographie
- Reynaldo Hahn : Piano Works, Pro Piano Records, 2004[2].
- Chopin : Valses, Transart Live, 2004[3].
- Concertos pour piano de Tchaïkovski et Chopin, Transart Live, 2008[4].
- Frédéric Chopin : 24 Préludes, 2 Polonaises, Transart Live, 2010[5].
- Vers la flamme, Naïve, 2017[6],[7].